# Amitermes beaumonti
Amitermes beaumonti är en termitart som beskrevs av Banks 1918. Amitermes beaumonti ingår i släktet Amitermes och familjen Termitidae. Inga underarter finns listade i Catalogue of Life.